# Ленкоранская операция АДР
Ленкоранская операция АДР — военная операция частей армии Азербайджанской Демократической Республики, осуществлённая в августе 1919 года в южном регионе страны в целях обеспечения территориальной целостности государства.

## Причины и подготовка к операции

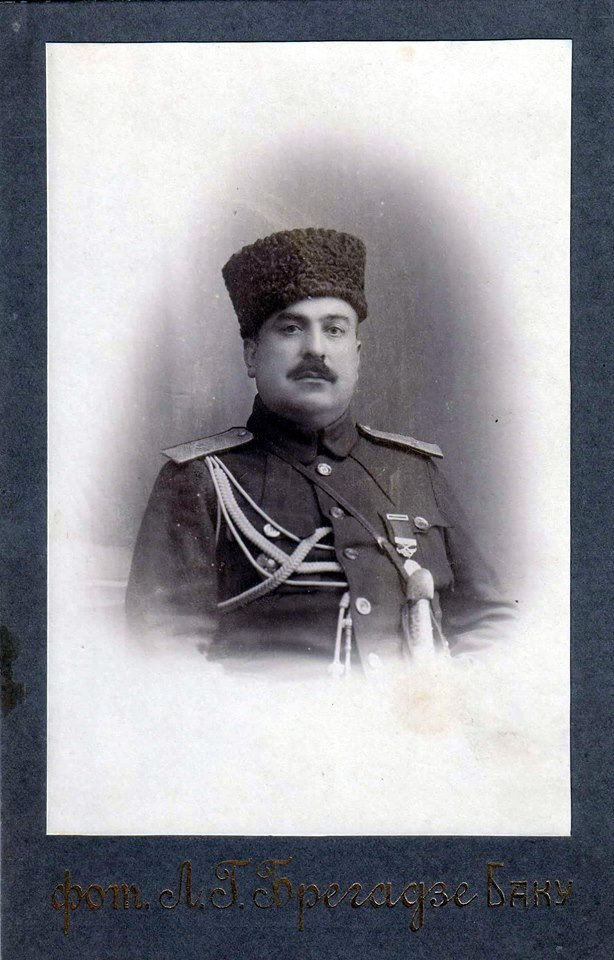
генерал Габиб бей Салимов

Так как ещё до объявления Азербайджаном своей независимости южный регионе страны находился под контролем большевиков, а затем белогвардейцев, существовала острая необходимость проведения военной операции на данной территории. В конце июля, начале августа 1919 года создалась возможность для введения военных сил в Ленкоранский регион. Для этого был создан специальное подразделение, командиром которого был назначен Габиб бей Салимов. 4 августа 1919 года военный министр Самед бек Мехмандаров подписал приказ об отправке военного подразделения в Ленкорань. Согласно приказу, подразделению следовало продвигаться к Ленкоранскому уезду по маршруту Гаджигабул, Сальян, Хол-Текле (Покровск), Пришиб (Гёйтепе), нейтрализовать и обезоружить вооруженные группировки в данном регионе. На кануне начала операции военный министр обратился к населению с призывом сдать оружие. 12 августа, согласно приказу военного министра, военные группировки собрались в пункте Гаджигабул. Военная группировка состояла из V Бакинского пешего полка, III Шекинского кавалерийского полка, II батареи легкой артиллерии, VI горно-артиллерийской батареи и отдельной гаубичной батареи, фортификационного взвода и взвода бронемашин.

## Начало операции
Начав передвижение 14 августа отряд на следующий день достиг Сальяна. Командующий отрядом Габиб бей Салимов, отправив своих представителей к вооруженным группировкам, находящимся в Ленкорани, потребовал у них немедленно признать правительство АДР. Параллельно было собрано оружие из русских деревень[уточнить] вдоль маршрута. 17-18 августа в этих деревнях были конфискованы и отправлены в Баку 3 пушки и 5 пулеметов.
В своей телеграмме Габиб бейу военный министр Мехмандаров требовал решительных шагов в целях предотвращения падения авторитета армии и правительства АДР и приказывал после завершения операции немедленно возвращаться в Баку вместе с отрядом.
20 августа отряд окружил село Покровск и начал собирать оружие у населения. У сельского населения[уточнить] было конфисковано 2 пушки и 4 пулемета. Отряд достиг Ленкорани 23 августа 1919 года. Благодаря молниеносным мерам отряд смог выполнить все поставленные перед ним задачи без какого-либо сопротивления. Русское население региона было обезоружено, русская вооруженная группировка под руководством полковника Ильяшевича сдалась АДР.

## Результат
В итоге республиканская армия добыла большое число оружия и военного снаряжения. 3 сентября 1919 года Ленкоранский отряд вернулся в Гаджигабул. В результате операции АДР обеспечила свой суверенитет в южном регионе страны.